# Буи (Мериленд)
Буи (енгл. Bowie) град је у америчкој савезној држави Мериленд.

## Демографија
По попису из 2010. године број становника је 54.727, што је 4.458 (8,9%) становника више него 2000. године.
| Група             | 2000.          | 2010.          |
| Белци             | 30.709 (61,1%) | 21.287 (38,9%) |
| Афроамериканци    | 15.500 (30,8%) | 26.632 (48,7%) |
| Азијати           | 1.482 (2,9%)   | 2.265 (4,1%)   |
| Хиспаноамериканци | 1.468 (2,9%)   | 3.086 (5,6%)   |
| Укупно            | 50.269         | 54.727         |